# Donna (Ritchie Valens)
"Donna" is een nummer van de Amerikaanse rock-'n-roll-zanger Ritchie Valens uit 1958.
Valens schreef het nummer als eerbetoon aan Donna Ludwig op wie hij op school verliefd was.  
Het nummer werd opgenomen in de Gold Star Studios in Los Angeles. Op het nummer spelen Earl Palmer op drums; Buddy Clark op bas; en Valens, Rene Hall, Irving Ashby en Carol Kaye op gitaar. Bob Keene leidde de opnamesessie.
Op de B-kant van "Donna" staat zijn bekende uitvoering van het nummer "La Bamba". "Donna"/"La Bamba" was de tweede van de drie singles die Valens uitbracht. Valens kwam op 3 februari 1959 op 17-jarige leeftijd om bij een vliegtuigongeluk. "Donna" stond op dat moment op de derde plek in de Billboard Hot 100 en het zou doorstijgen naar de tweede plaats.
Het nummer is regelmatig gecoverd. Los Lobos nam het nummer op voor de film La Bamba over Valens' leven. Het is daarnaast opgenomen en uitgebracht door Donny Osmond, Gary Glitter, Marty Wilde en Cliff Richard.

## NPO Radio 2 Top 2000
| Nummer met noteringen in de NPO Radio 2 Top 2000 | '99  | '00 | '01  | '02  | '03  | '04 | '05  | '06 | '07  |
| ------------------------------------------------ | ---- | --- | ---- | ---- | ---- | --- | ---- | --- | ---- |
| Donna                                            | 1253 | -   | 1843 | 1897 | 1563 | -   | 1887 | -   | 1903 |

1. ↑  Een '-' betekent dat het nummer niet was genoteerd en een vetgedrukt getal geeft de hoogste notering aan.
2. ↑  Deze tabel is bijgewerkt tot en met de laatste editie (2024).